# Hornafjarðarflugvöllur
Hornafjarðarflugvöllur, Hornafjörður Vliegveld of Hornafjordur Vliegveld (IATA: HFN, ICAO: BIHN) is een luchthaven die Höfn, IJsland bedient. De luchthaven ligt 5 kilometer (3,1 mijl) ten noorden van de stad.
Het niet-directionele baken van Hornafjordur (Ident: HN) bevindt zich 1,24 zeemijl van het begin van baan 36.
Het vliegveld is eigendom van Isavia, dat alle vliegvelden in IJsland beheerd.

## Luchtvaartmaatschappijen en bestemmingen
| Luchtvaartmaatschappij | Bestemming | Info            |
| ---------------------- | ---------- | --------------- |
| Icelandair             | Reykjavik  | Vanaf 01SEP25   |
| Norlandair             | Reykjavik  | Eindigt 31AUG25 |

## Passagiersaantallen en aantal vliegtuigbewegingen
Vanwege een beveiligingsprobleem met de MediaWiki Graph-software is het momenteel niet mogelijk deze grafiek weer te geven. Zodra de software is bijgewerkt zal de grafiek vanzelf weer zichtbaar worden.
Passagiersaantallen vanaf 1994:
| Jaar | Passagiers |
| 1994 | 14.672     |
| 2003 | 8.260      |
| 2005 | 8.838      |
| 2006 | 8.873      |
| 2007 | 9.410      |
| 2008 | 10.677     |
| 2009 | 10.570     |
| 2010 | 9.888      |
| 2011 | 10.639     |

| Jaar | Passagiers |
| 2012 | 9.271      |
| 2013 | 9.263      |
| 2014 | 9.887      |
| 2015 | 9.334      |
| 2016 | 11.183     |
| 2017 | 11.008     |
| 2019 | 10.005     |